# Thomisus blandus
Thomisus blandus es una especie de araña cangrejo del género Thomisus, familia Thomisidae. Fue descrita científicamente por Karsch en 1880.

## Distribución
Esta especie se encuentra en África y Yemen.